# Poderosos guerreiros de Davi
Os poderosos guerreiros de Davi (também conhecidos como os homens poderosos de Davi, valentes de Davi ou os Gibborim) são um grupo de personagens bíblicos explicitamente apontados por um apêndice dos Livros de Samuel. O texto (2 Samuel 23:8–39) os divide em "Três", de que há três, e "Trinta", do qual existem mais de trinta. O texto afirma explicitamente que existem 37 indivíduos ao todo, mas não está claro se isso se refere Aos Trinta, o que pode ou não conter Os Três, ou o total combinado dos dois grupos. O texto cryptically se refere Aos Três e Os Trinta como se fossem duas entidades importantes, ao invés de apenas uma lista arbitrária de três ou mais de 30 homens importantes (respectivamente).

## Três dos trinta

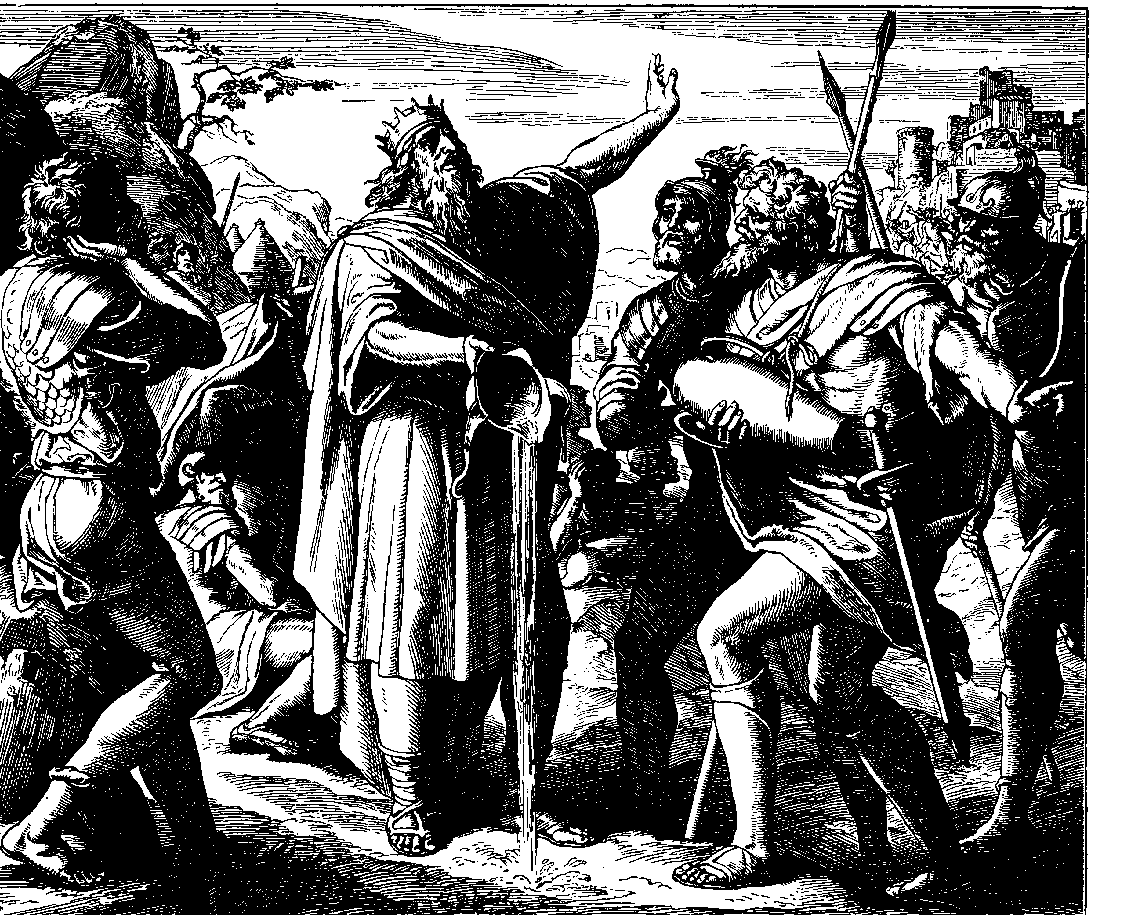
Xilogravura de Davi derramando a água, por Julius Schnorr von Carolsfeld, 1860.

O texto também contém uma passagem narrativa sobre "três Dos Trinta". Não está claro a partir do texto se este se refere Aos Três, portanto, o que implica que os três eram um grupo especial dentro dos trinta, ou se refere a outro grupo de três indivíduos. A narrativa, que narra uma façanha única, termina com "tais eram as façanhas dos três valentes", e os estudiosos textuais acreditam que a narrativa pode ser um extrato de um grupo maior de contos sobre esses três. A narrativa natural difere em estilo das introduções mais abruptas à membros individuais Dos Três e Dos Trinta que a cercam, e estudiosos textuais acreditam que pode ter sido originalmente de um documento diferente.
Na narrativa, três dos trinta visitam Davi quando ele está localizado na caverna de Adulão. Enquanto estava lá, Davi expressava um desejo sincero de água de um poço perto de Belém, que a narrativa afirma que foi ocupada pelos filisteus. Os três dos trinta, portanto, cheios de força atravessam os filisteus e tiram água do poço, os quais levam à Davi. Davi se recusa a beber a água, em vez disso derrama-a para fora "perante Yahweh", argumentando que era o sangue dos homens que arriscaram suas vidas. Os estudiosos da Bíblia argumentam que a descrição de Davi derramando a água é uma referência a Davi oferecendo a água ao Senhor como uma libação.